# 派厄尼爾鎮區 (堪薩斯州賴斯縣)
派厄尼爾鎮區（英語：Pioneer Township）為美國堪薩斯州賴斯縣轄下的鎮區。2010年美国人口普查中此鎮區人口有72人。

## 地理
派厄尼爾鎮區涵蓋總面積為93.7平方（36.18平方英里），其中陸地面積為93.7平方（36.17平方英里），水域面積為0.026平方（0.01平方英里）或0.03%。

## 人口統計
根據2010年美國人口普查，派厄尼爾鎮區人口有72人，其中男性有43人，女性有29人，人口密度為每平方公里0.77人，住房計40戶。鎮區內的白人有70人，非裔美國人有1人，美洲原住民有0人，亞裔美國人有0人，太平洋島裔美國人有1人，其他種族有0人，混血種族則有0人。此外鎮區內有0人為西班牙裔或拉丁裔美國人。此鎮區之年齡中位數為35.0歲，而男性年齡中位數為32.5歲，女性年齡中位數為41.2歲。

## 交通

### 主要公路
- 56號美國國道